# 吾妻神社 (横浜市)

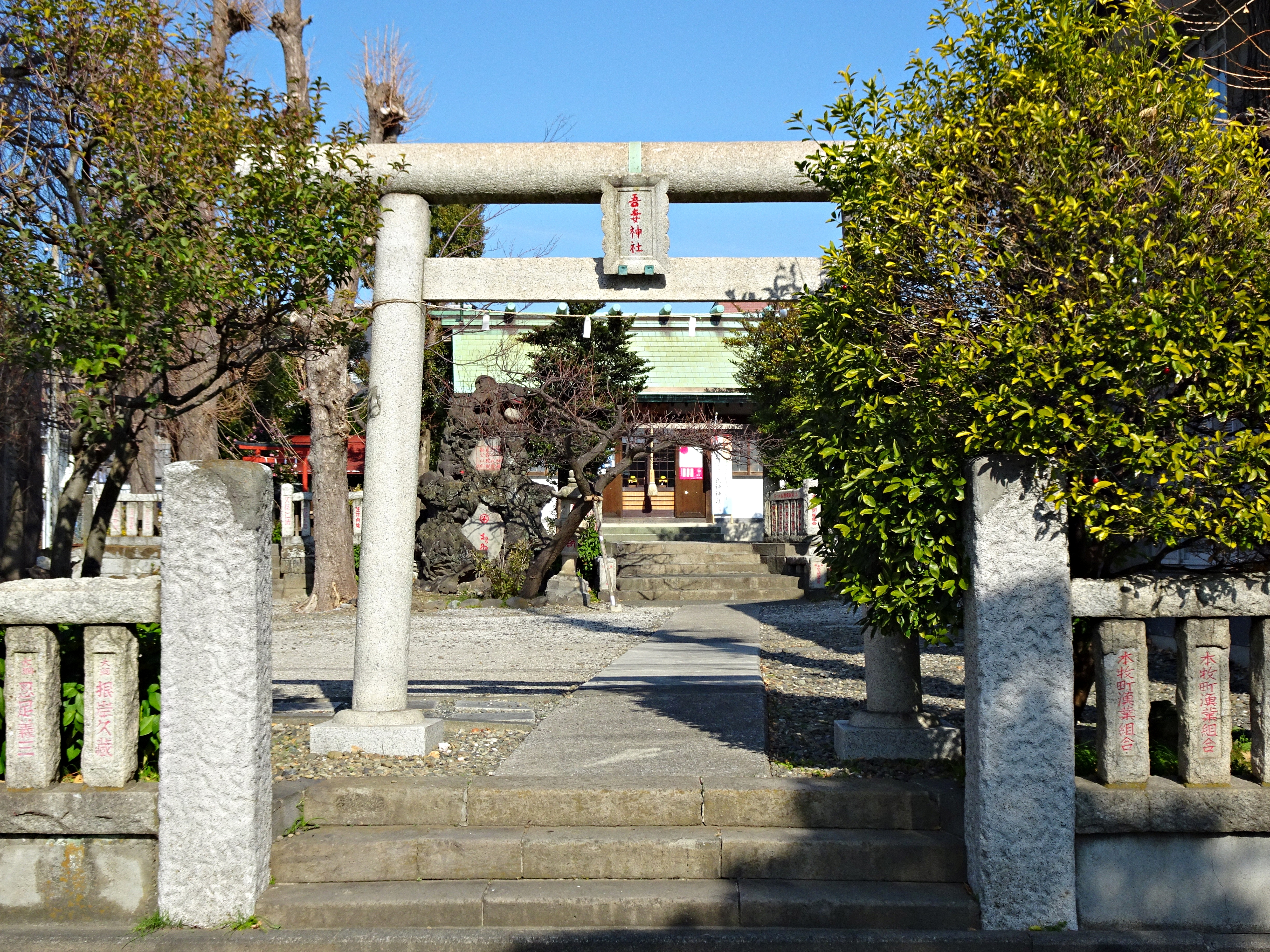
神社鳥居

吾妻神社（あづまじんじゃ）は、神奈川県横浜市中区の神社。

## 歴史
1354年（文和3年）または1683年（天和3年）に創建された。文和説によれば、新田義貞の家臣篠塚重広によって創建された。当社の神体だった古代人の服装をした鉈彫りの像に「文和甲午三年正月十七日祠基新謹平重廣」と書いてあるのが、その根拠である。ただ、この像は1945年（昭和20年）の横浜大空襲によって焼失してしまった。もう一つの天和説では、漁師「吉太夫」が漁をしている際に、海上に浮かぶ像を発見した。この像は東京湾の対岸の上総国望陀郡吾妻村（現・千葉県木更津市吾妻）の吾妻神社が所蔵していたものであったが、津波によって流出してしまったものという。吉太夫は神職になり、この像を祀る神社を創建したという。近くの天徳寺が別当寺であった。
現在は、同県同市南区山王町のお三の宮日枝神社の兼務社となっている。

## 例祭
- 1月17日（春祭り）
- 7月17日（夏祭り）

## 交通アクセス
- 路線バス本牧原停留所より徒歩3分。